# Архе
Архе — у досократівській давньогрецькій філософії першооснова, першопричина усього сущого, принцип. Саме слово архе означало першоматерію, праматерію, вихідний стан речей, стародавню форму в історичному значенні слова.

## Історія терміна
Вже Фалес розмірковував над тим, якою є першооснова світу. Однак першим застосовувати термін «архе» почав Анаксимандр; він був переконаний: архе — ні на що не схоже, апейрон, те, що було на початку, ніколи не перестає існувати, воно тільки набуває з часом різних форм.
Платон поняттям «архе» позначає як онтологічний, так і гносеологічний принцип, початок пізнання. Пізніше Аристотель розділив епістемологічні причини, на яких будують доведення, і онтологічні принципи — принципи власне сутності. Серед перших Аристотель вважав достовірнішим логічний закон суперечностей.